# Udaiți, Prîlukî
Udaiți (în ucraineană Удайці) este localitatea de reședință a comunei Udaiți din raionul Prîlukî, regiunea Cernihiv, Ucraina.

## Demografie
Componența lingvistică a localității Udaiți
     Ucraineană (98,73%)
     Alte limbi (1,27%)
Conform recensământului din 2001, majoritatea populației localității Udaiți era vorbitoare de ucraineană (98,73%), existând în minoritate și vorbitori de alte limbi.